# ティレル・022
ティレル・022 (Tyrrell 022) は、ティレルが1994年のF1世界選手権参戦用に開発したフォーミュラ1カー。1994年の開幕戦から最終戦まで使用された。決勝最高成績は3位。

## 概要
022はザウバーからティレルに復帰したハーベイ・ポスルスウェイトを中心に開発され、ティレルとしては実質的に3年ぶりの新設計マシンとなった。ポスルスウェイトが前年設計したザウバー・C12が比較的好成績を収めコンセプトの正しさが証明されていたため、基本コンセプトはそのまま引き継いでいる。前年度ノーポイントに終わった惨状から脱却する事を重視し、信頼性が高く、整備性が良く、セッティングしやすいマシンを目指し設計された。（ポスルスウェイトと共にザウバー・C12の設計に携わったマイク・ガスコインは「近い時期に同じ人間がマシンの設計をすれば似てしまうのは避けられない」と相関性が有る事を認める発言をしている）設計開始が遅く時間が足りなかった為、ティレル・021のサスペンションジオメトリー等、一部の設計を流用している。
この年からセミオートマチックトランスミッション（セミAT）を搭載している。当初はシーケンシャルマニュアルトランスミッション（SMT）を使用しシーズン中にセミATを開発して完成次第移行する予定であった。しかしエンジニアが個人で開発を進めておりほぼ完成状態の現物が存在する事を開発会議で告白し急遽これを完成させ使用する事になった。このセミATはニューマチック（圧縮空気）で動作しており、エンジンのニューマティックバルブにエアを供給するコンプレッサーと共用になっている。ポスルスウェイトは「ニューマティックは油圧よりもばね係数が低いため『スウィート』に動作する」と語っている。ギア変更時にエンジン回転数を自動的に合わせるブリッパーは第3戦のサンマリノGPから搭載された。プログラミングシフトの様な機能が搭載されており、2〜3周ドライバーがパドルでシフトを行うとそれを学習し自動でシフトアップ・ダウンを行う様になった。
空力面では019以来ティレルの特徴であったハイノーズとアンヘドラルウィングを廃止し、C12と同じくオーソドックスなノーズデザインに回帰した。その他の部分もシンプルで凝った処理は見られない。
エンジンは前年に引き続いてヤマハがジャッドと共同開発したV10エンジン「OX10B」を搭載。I〜Kスペックへとアップデートされ、第15戦日本GPでは片山右京のイニシャルと「究極 (Ultimate)」を掛け合わせたUスペックが投入された。
ヤマハF1エンジンのプロジェクトリーダー、木村隆昭は022について「ハーベイ・ポスルスウェイトの加入が大きかった。彼は022の設計の段階から”今年はティレルがまともなレースをするための車を作る”と言っていました。かつての019のような斬新なことはやらないが、基本を押さえてそれを高次元でバランスさせるということです。彼の加入は技術面だけでなく、チームをけん引する意味でも良い影響があった。」と前年との違いを述べている。またエンジン開発においては前年にリジェでルノーV10エンジンに乗っていたマーク・ブランデルの加入が大きかったと言い、彼が初めてティレル・ヤマハ（021）をテストした際に木村は「ヤマハのOX10Aエンジンには何が足りない？」と真っ先に質問したところ、「まず最初にパワーが足りない」と即答された。そこで「じゃあその次は何が足りない？」と聞くと、「低回転でのトルクの出方が急激でちょっとドライブしにくい。」との意見が返ってきたという。これを受けOX10Bの改善に着手した。
カラーリングは濃紺から白へ変更。メインスポンサーは無く、日本たばこ産業のスポンサーブランドはキャビンからマイルドセブンに変更された。その他、カルビーやクラブ・アングルといった日本企業の支援を受けた。

## 1994年シーズン
94年シーズンはテスト段階から好調をアピールし、片山は初めてニューマシンをドライブした際「初めて本物のレーシングカーをドライブした」と述べた。前年は新車の投入が大きく遅れたが、1994年は開幕戦から022が投入され、片山がF1参戦3年目で自身初の入賞を果たすという好調なスタートを切った。第5戦スペインGPではマーク・ブランデルが3位に入賞し、ヤマハエンジンにとってF1参戦5年目で初の表彰台となった。なお、この表彰台は5年後に姿を消すティレルにとって最後の表彰台でもある。
重大事故の続発を受けて、スペインGP以降ダウンフォースを削減するレギュレーション変更が行われたが、ティレルはその混乱を上手く乗り切り、後半戦もパフォーマンスを維持することができた。片山によれば、022が備え持っていた「ダウンフォースに優れたマシン」という長所がレギュレーション変更のせいで失われてしまったものの、マシンが滑りやすくなった方が自分のドライビングスタイルに合って運転しやすかったという。
片山は第9戦ドイツGPと第10戦ハンガリーGPで予選5位、第13戦ポルトガルGPで予選6位と一発の速さをアピール。ドイツGPではスタート直後に2位を走行し、第12戦イタリアGPではマクラーレン・プジョーのミカ・ハッキネンをストレートで2度パスするなど見せ場を作った。しかし、信頼性不足やドライビングミス、ピット作業のロスなどが重なり、速さを結果につなげることができなかった。イタリアGPでは2台とも同じブレーキトラブルでリタイアするなど、外注部品の品質にも泣かされた。
チームは13ポイントを獲得し、コンストラクターズランキング7位でシーズンを終えた。

## スペック

### シャーシ
- 型名 022
- ホイールベース 2,900 mm
- トレッド (F) 1,700 mm / (R) 1,610 mm
- 車体重量 515 kg
- サスペンション ダブルウィッシュボーン、プッシュロッド、コイル/ダンパー
- ダンパー コニ
- トランスミッション ティレル/エクストラック製横置き ニューマチック式セミAT
- クラッチ AP
- 燃料タンク ATL製 200 L
- ECU PIリサーチ
- ブレーキキャリパー AP
- ブレーキ ヒトコ
- ホイール フォンドメタル
- タイヤ グッドイヤー

### エンジン
- 型名  ヤマハOX10B
- 気筒数・角度 V型10気筒・72度
- 排気量 3,497 cc
- スパークプラグ NGK
- インジェクション ザイテック
- イグニッション ザイテック
- 燃料・潤滑油 BP

## F1における全成績
(key) （太字はポールポジション、斜体はファステストラップ）
| 年     | チーム   | エンジン         | タイヤ | ドライバー         | 1   | 2   | 3   | 4   | 5   | 6   | 7   | 8   | 9   | 10  | 11  | 12  | 13  | 14  | 15  | 16  | ポイント | 順位 |
| ------ | -------- | ---------------- | ------ | ------------------ | --- | --- | --- | --- | --- | --- | --- | --- | --- | --- | --- | --- | --- | --- | --- | --- | -------- | ---- |
| 1994年 | ティレル | ヤマハ OX10B V10 | G      |                    | BRA | PAC | SMR | MON | ESP | CAN | FRA | GBR | GER | HUN | BEL | ITA | POR | EUR | JPN | AUS | 13       | 7位  |
| 1994年 | ティレル | ヤマハ OX10B V10 | G      | 片山右京           | 5   | Ret | 5   | Ret | Ret | Ret | Ret | 6   | Ret | Ret | Ret | Ret | Ret | 7   | Ret | Ret | 13       | 7位  |
| 1994年 | ティレル | ヤマハ OX10B V10 | G      | マーク・ブランデル | Ret | Ret | 9   | Ret | 3   | 10  | 10  | Ret | Ret | 5   | 5   | Ret | Ret | 13  | Ret | Ret | 13       | 7位  |

## 参照
1. ↑  Tyrrell022 Yamaha TEAM DATA AS+F 保存版F1総集編1994 P.39 三栄書房 1994年12月14日発行
2. 1 2  『F1速報 1994総集編』、ニューズ出版、1994年、44頁。
3. ↑  ヤマハ「勝利へのカウントダウン」　F1グランプリ特集 Vol.62 72-75頁 ソニーマガジンズ 199年8月16日発行